# Kingston (East Lothian)
Pour les articles homonymes, voir Kingston.
Kingston est une localité de l'East Lothian en Écosse. La ville se situe près de North Berwick.

## Fenton Tower
La Fenton Tower à Kingston est une tour du XVIe siècle exclusivement remeublée qui functionne comme un hôtel de luxe et peut être louée pour des événements ou des vacances. 

## Galerie

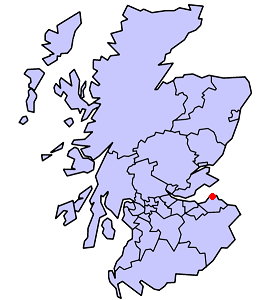
Localisation de Kingston sur la carte de l'Écosse
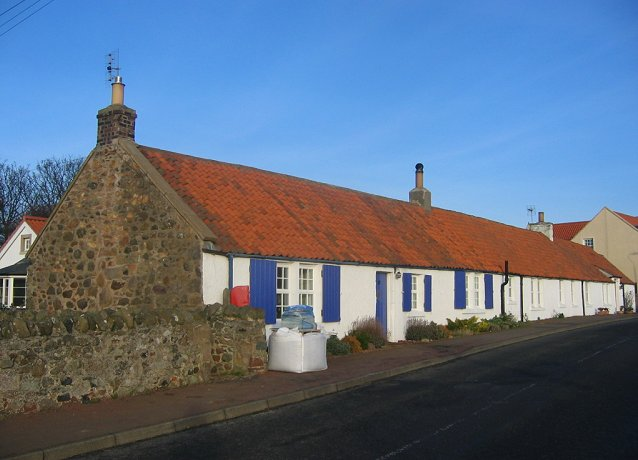
Maison de Kingston